# Бородастики-кабезоны
Бородастики-кабезоны (лат. Capito) — род птиц семейства бородатковых. Распространены в Южной Америке, один вид встречается также на востоке Панамы. Обитают в тропических и субтропических дождевых лесах. Питаются плодами, фруктами и ягодами, реже насекомыми и другими членистоногими.

## Внешний вид
Небольшие птицы длиной 16—20 см, массой 44—79 г. Немного крупнее, чем эубукко. Голова большая относительно тела. Клюв крепкий, конический, длиной 2—2,5 см. Оперение разноцветное, преобладают чёрный, красный, оранжевый, жёлтый и белый цвета.

## Виды
Международный союз орнитологов выделяет 11 видов:
- Capito aurovirens — Оливковый кабезон
- Capito wallacei
- Capito fitzpatricki
- Capito maculicoronatus — Пятнистый кабезон
- Capito squamatus — Оранжеволобый кабезон
- Capito hypoleucus — Белоспинный кабезон
- Capito dayi — Полосатогорлый кабезон
- Capito brunneipectus
- Capito niger — Крапчатый кабезон
- Capito auratus
- Capito quinticolor — Пятицветный кабезон